# Inmigración bóer en Argentina

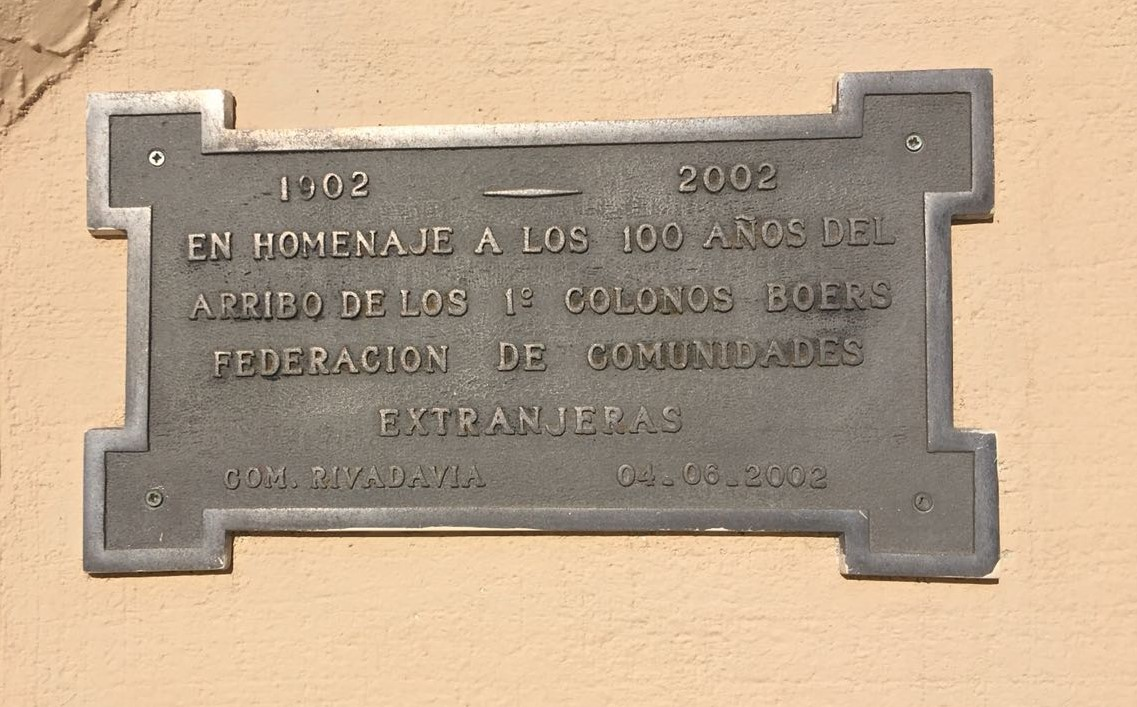
Placa en conmemoración a los 100 años del arribo de la primera comunidad bóer a Patagonia. Comodoro Rivadavia, Chubut. Argentina.

La inmigración bóer en Argentina (también mencionada como «Colonización bóer en Argentina») es el asentamiento de personas de origen bóer o afrikáner provenientes de la República de Sudáfrica en Argentina. Dicho asentamiento comenzó a partir del 4 de junio de 1902 en adelante. Las principales localidades donde se asentaron son Comodoro Rivadavia, Manantiales Behr, Puerto Visser, Pampa Salamanca, Pampa del Castillo, Escalante, Cañadón Baumann, Pastos Blancos, Río Chico, Sarmiento, Bahía Bustamante, entre otras.
Los colonos sudafricanos que llegaron a Argentina, eran en su totalidad de origen bóer. Hoy en día se mantiene el uso del idioma afrikáans, siendo el más hablado entre algunos descendientes, que llegan a los 300.

## Historia

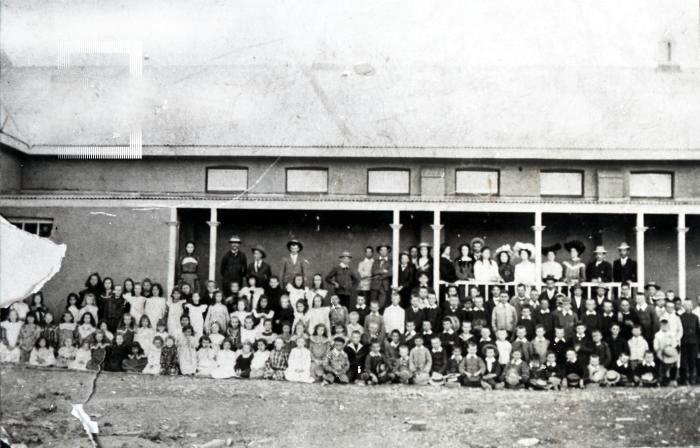
inmigrantes boers en Estación Colonia Sarmiento.

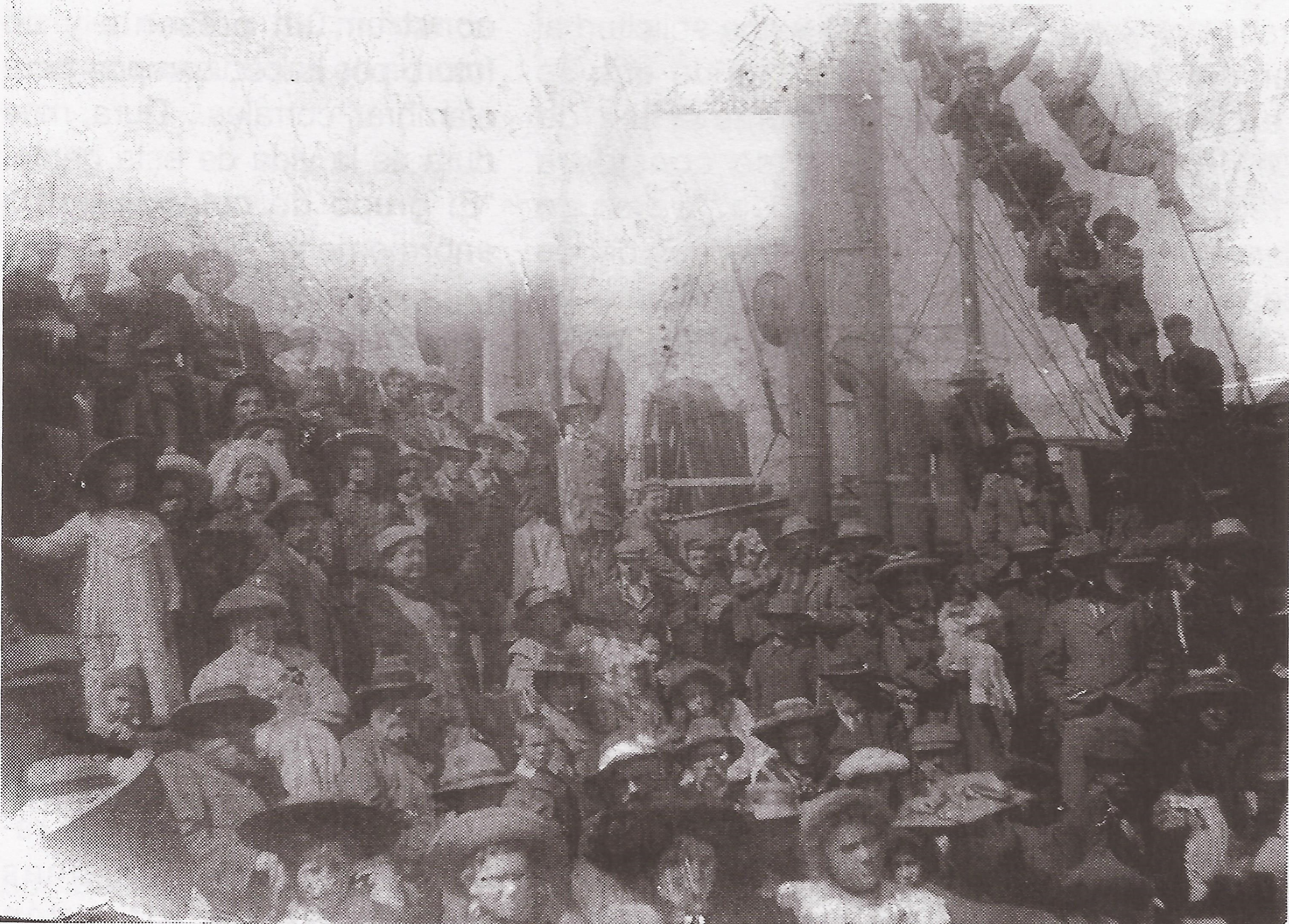
Colonos bóeres viajando en el buque Pampa desde Sudáfrica hacia Buenos Aires en 1902.

Para migrar hacia la Patagonia argentina, los colonos enviaron a los señores Louis Baumann y Camillo Ricchiardi a Comodoro Rivadavia,  provincia del Chubut, para gestionar el establecimiento de la colonia. Fueron recibidos por Francisco Pietrobelli, con quién recorrieron la región, y solicitaron tierras al gobierno. Llegaron en barcos cargueros de bandera inglesa con sus carros de bueyes y el gobierno nacional les facilitó mulas y carpas. La entrega de tierras fue autorizada por el presidente Julio Argentino Roca y por el ministro de Agricultura, Wenceslao Escalante, quien fue homenajeado con el nombre de la colonia y, más tarde, del departamento donde ésta se ubica.
En gran parte esta migración se debió a las atrocidades sufridas por los afrikáneres en manos de las fuerzas británicas, muchos de ellos muertos en campos de concentración, durante la Segunda Guerra Anglo-Bóer. Arribaron contingentes en 1902, 1903, 1905 y 1907. En la década de 1910 cerca de la mitad de los colonos retornaron a su país natal, dada la creación de la Unión Sudafricana. Entre las familias que llegaron en aquellos tiempos estuvieron: Thomas, Naude, Dickason, Baumann, Coulter, du Plessis, Visser, de Klerk, Van der Sand, Verwey, Weber, Smit, Fillmore, Palmer, Hammond, Behr, Van Wyk, Viljoen, Vorster, Myburgh, Botha, Venter, Kruger, Norval, Louw, Bigs, Henning, de Kock, Crous (Krause), Wright, Coetzee, Viviers, Cook, Blackie, Grimbeck, de Bruyn, van Zyl, van Vuuren, van der Merwe, Schlebusch, por citar algunas. En 1903, nació el primer "bóer-argentino", quien era hijo del estanciero Coulter y en 1904 se realizó el primer casamiento.
Entre 1902 y 1908 llegaron a la Argentina alrededor de 600 colonos bóeres, a su vez descendientes de los colonos neerlandeses y franceses de Sudáfrica (también llamados afrikáneres). Provenían en su mayoría del Transvaal y el Estado Libre de Orange.
La Colonia Escalante se localizaba en una zona desértica, casi inexplorada y de clima hostil. Para ello, trazaron caminos hasta Comodoro Rivadavia y localizaron manantiales. La colonia poseía 60 leguas kilométricas, subdividida en lotes de 200 hectáreas. Los colonos se dedicaron a la agricultura y la ganadería; cultivaban verduras, cereales (como avena y cebada) y forrajes, criaban aves y producían quesos, manteca y lana que abastecía a Comodoro Rivadavia. Gracias a esto, la Colonia Escalante obtuvo un rápido y próspero crecimiento. También, les enseñaron a sus hijos sus costumbres, religión e idioma. Para ello, construyeron sus propias escuelas en sus colonias, hasta que en 1905, el Gobierno argentino creó una escuela rural en Puerto Visser. Además, ese mismo año, los habitantes solicitaron al gobernador la existencia de un destacamento policial, juzgado de paz y registro civil.

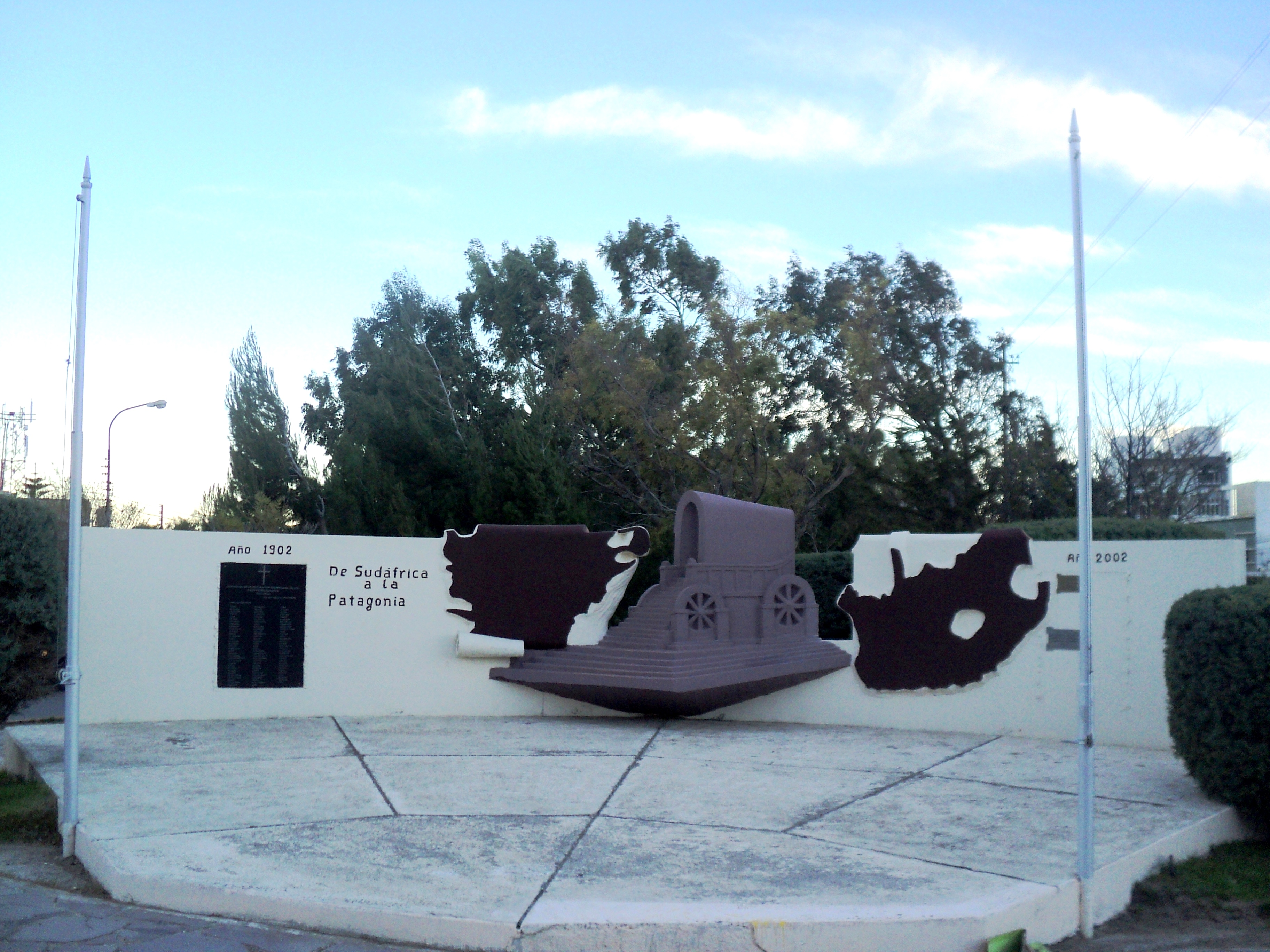
Monumento a los inmigrantes bóeres en el centro de Comodoro Rivadavia.

Hacia 1905, la colonia fue ampliada con una superficie de 1370 00 hectáreas fraccionadas en lotes de menor superficie, extendiéndose a 300 00 hectáreas. La falta de agua en la zona, obligó a los colonos y habitantes de Comodoro Rivadavia a hacer reclamos al gobierno nacional. Entonces se iniciaron perforaciones en 1907, en las cuales se descubrió petróleo en el actual barrio de General Mosconi. Aunque gran parte del petróleo fue descubierto en la tierra dada a los colonos, ellos no pudieron beneficiarse directamente, debido a que la ley argentina dispone que todos los yacimientos minerales pertenecen al Estado. Por lo tanto, la mayoría de los colonos se trasladaron a Sarmiento, Río Senguer y las regiones circundantes para establecer granjas allí.
Los colonos y sus descendientes formaron varias asociaciones. La primera de ellas se creó en 1926 (cuyo objetivo era la solidaridad y beneficencia con los colonos) y la última en 1992. El primer templo fue construido en 1930 y sigue en actividad hasta la actualidad. Además, en 1973, se estableció en la ciudad petrolera el primer viceconsulado de Sudáfrica en Argentina.
En el año 2002 se construyó en Comodoro Rivadavia un monumento en conmemoración del centenario de la llegada de los colonos sudafricanos a la Argentina. Este monumento, estaba en proyecto desde 1987, por parte de los descendientes de los colonos.

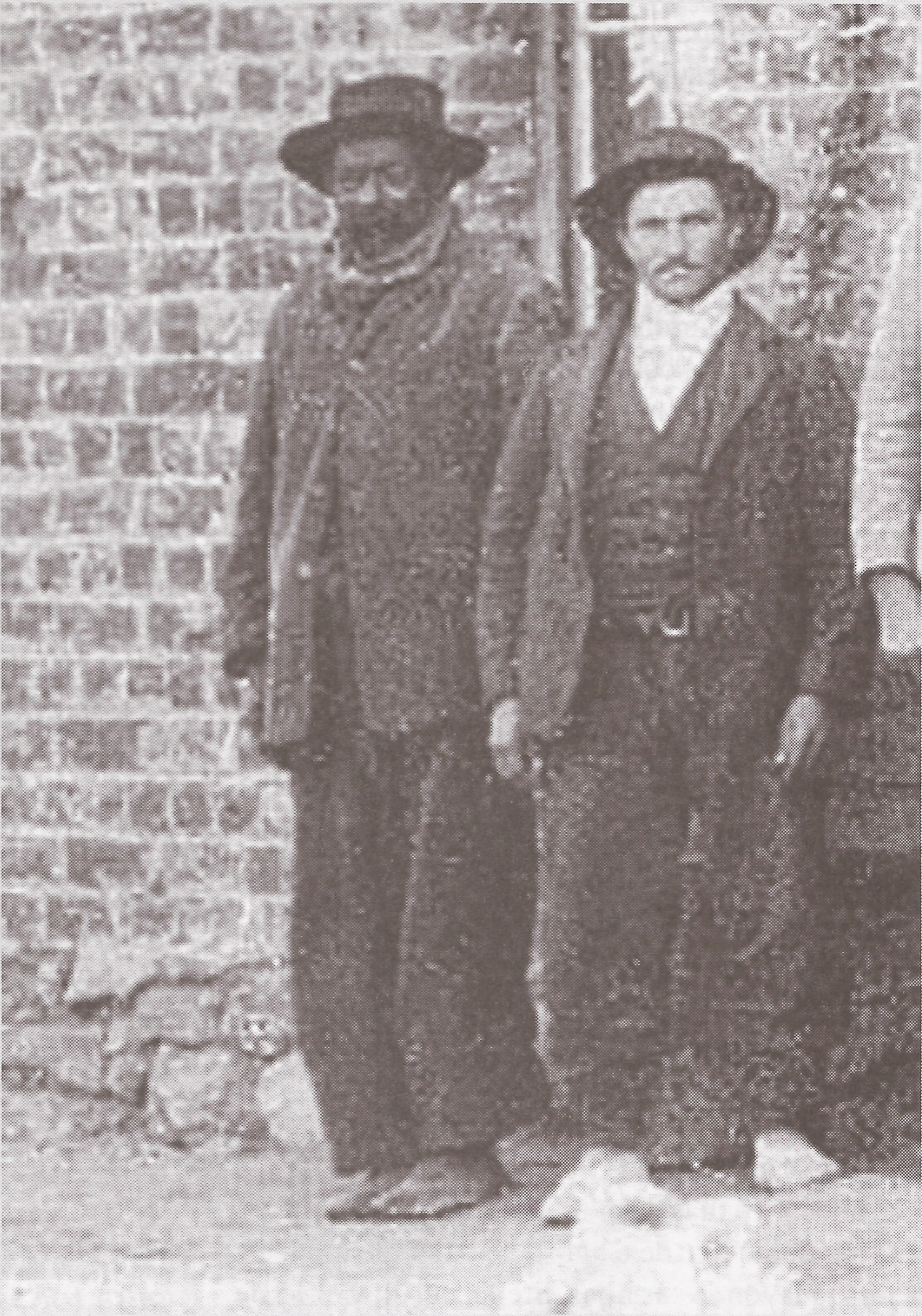
En Comodoro Rivadavia, dos familias de colonos bóeres llevaron dos esclavos zulúes. Aunque tuvieron mayor libertad, en Argentina continuaron con los bóeres. Se desempeñaron como peones rurales.

Hubo un tiempo en que la comunidad Bóer en la Patagonia era la comunidad más grande de Bóeres que vivían fuera de Sudáfrica pero actualmente no está claro cuántas familias Bóeres viven en Comodoro y sus alrededores. En este sentido Graciela Águila Hammond -una Bóer de tercera generación- afirma que en 2008 una encuesta indica aproximadamente 1200 mientras que Martin Blackie estima el número en aproximadamente 500.